# 賃金台帳
賃金台帳（ちんぎんだいちょう）とは、労働基準法等を根拠とする、事業場に備えておかなければならない法定帳簿の一つで、労働者の賃金額やその計算の基礎となる事項等を記した書類のことである。
- 労働基準法について、以下では条数のみ記す。

## 概要
労働基準法による、いわゆる法定三帳簿（労働者名簿、賃金台帳、出勤簿）の一つで、労働者の適切な労務管理に必要な書類である。賃金計算の基礎となるほか、源泉徴収・年末調整などの会計・税務処理の基本データとなる重要な文書でもある。
賃金台帳は、事業場の規模などに関係なく、労働者を雇い入れているすべての事業場に作成・整備が義務づけられる。また対象となる労働者は正社員、パート・アルバイト等雇用形態を問わず、全ての労働者であり、労働者名簿とは異なり日々雇い入れられる者についても調製は必要である。労働組合専従者については、当該組合に使用され賃金を支払われる労働者であるならば、組合専従者の賃金台帳は当該組合に備え付けなければならない（昭和24年11月9日基収2747号）。
一般に多くの企業では賃金の支払いの都度、労働者に対し、賃金（給与）に関する明細書（いわゆる給与明細（書））を発行している。労働基準法の本則では給与明細を発行する義務は規定されていないが、賃金を金融機関への振り込みによって支払う場合には給与明細を発行することが求められる（平成10年9月10日基発第530号）。さらに、所得税法では給与明細の交付を義務付けていて（所得税法第231条、所得税法施行規則第100条）、健康保険・厚生年金保険・雇用保険の各保険料を控除したときは、使用者は計算書を発行する義務があることから（健康保険法第167条3項、厚生年金保険法第84条3項、労働保険徴収法第31条1項）、実際には給与明細に一括記載することが慣行となっている。もっとも、一般的な給与明細では労働時間数等は記入されていないことが多いため、下記の記載事項が網羅されていない限り、給与明細の発行を以て賃金台帳の作成に代えることはできない。

## 記載事項
賃金台帳に記載しなければならない事項は、労働者各人ごとに以下の各号である（施行規則第54条1項）。常時使用される労働者（1ヶ月を超えて引続き使用される日々雇い入れられる者を含む。）については様式第20号、日々雇い入れられる者（1ヶ月を超えて引続き使用される者を除く。）については様式第21号によって、これを調製しなければならないとされるが（施行規則第55条）、必要事項が記載されていれば異なる様式を用いることを妨げるものではない（施行規則第59条の2）。必要記載事項を分割して別紙に記載し数冊の賃金台帳とする場合には、同一労働者に対する記載事項について総合的に監督しうるものであれば差し支えない（昭和25年1月13日基収4083号）。
1. 氏名
2. 性別
3. 賃金計算期間
  - 日々雇い入れられる者（1ヶ月を超えて引続き使用される者を除く）については、第3号は記入するを要しない（施行規則第54条4項）。
4. 労働日数
5. 労働時間数
  - 記入の前提として、使用者は労働時間を適正に把握するなど労働時間を適切に管理する責務を有している（平成29年1月20日労働時間の適正な把握のために使用者が講ずべき措置に関するガイドライン）
  - 年次有給休暇を取得した日・時間の賃金を通常の労働時間労働したものとして賃金を支払う場合、その日数・時間数を夫々該当欄に別掲し、括弧で囲んで記入する（昭和23年11月2日基収3815号）。
  - 宿日直勤務については、手当欄に宿直又は日直手当として記入、夫々その回数を括弧で囲んで金額欄に付記する（昭和23年11月2日基収3815号）。
  - 休業手当については、手当欄に「休業手当」として記入する（昭和22年12月26日基発573号）。
6. 時間外労働・休日労働・深夜労働をさせた場合には、その延長時間数、休日労働時間数及び深夜労働時間数
  - 41条各号の一に該当する労働者については第5号及び第6号は、これを記入することを要しない（施行規則第54条4項）。もっとも41条該当者であっても深夜労働に対する割増賃金の支払いは必要なので、41条該当者についても深夜労働時間数は記入する必要がある（昭和23年2月3日基発161号）。
  - 第6号の労働時間数は当該事業場の就業規則において法の規定に異なる所定労働時間又は休日の定をした場合には、その就業規則に基いて算定する労働時間数を以てこれに代えることができる（施行規則第54条2項）。
7. 基本給、手当その他賃金の種類毎にその額
  - 第7号の賃金の種類中に通貨以外のもので支払われる賃金がある場合には、その評価総額を記入しなければならない（施行規則第54条3項）。
  - 支給総額のみを記入するのでは足りず、基本給と各手当を分けて記載しなければならない。
8. 24条1項の規定によって賃金の一部を控除した場合には、その額

使用者は、労働者名簿と賃金台帳をあわせて調製することができる（施行規則第55条の2）。派遣労働者については、労働者名簿、賃金台帳、派遣元管理台帳（労働者派遣法第37条）については、法令上記載しなければならない事項が具備されていれば、必ずしも別個に作成しなければならないものではなく、労働者名簿等を合わせて一つの台帳を作成することとしても差し支えない（昭和61年5月6日基発333号）。なお第108条は必ずしも書面であることを求めていないため、以下の要件を満たす場合は賃金台帳を電子データによって作成・保存することも認められる（平成7年3月10日基収94号、平成17年3月31日基発0331014号）。この方法を用いれば、本来事業場ごとに備え付けておかなければならない賃金台帳を本社で一括管理することも可能になる。
- 電子機器を用いて磁気ディスク、磁気テープ、光ディスク等により調製された賃金台帳に法定必要記載事項を具備し、かつ、各事業場ごとにそれぞれ賃金台帳を画面に表示し、及び印字するための装置を備えつける等の措置を講ずること。
- 労働基準監督官の臨検時等賃金台帳の閲覧、提出等が必要とされる場合に、直ちに必要事項が明らかにされ、かつ、写しを提出し得るシステムとなっていること。

使用者は、作成した賃金台帳を3年間保存しなければならない（第109条、第143条）。起算日は最後の記入をした日である（施行規則第56条2号）。もっとも、第115条において退職手当の請求時効が5年とされているため退職金の支払いについて疑義がある場合に備えて5年間保存することが望ましい。

## 罰則
第108条、第109条の規定に違反した者は、30万円以下の罰金に処する（第120条）。